# Thomisops
Thomisops là một chi nhện trong họ Thomisidae.